# Helcogramma rhinoceros
Helcogramma rhinoceros és una espècie de peix de la família dels tripterígids i de l'ordre dels perciformes.

## Morfologia
- Els mascles poden assolir 4 cm de longitud total.[3][4]

## Hàbitat
És un peix marí de clima tropical que viu fins als 5 m de fondària.

## Distribució geogràfica
Es troba des de les Filipines, el Vietnam i Indonèsia (Borneo) fins a Salomó. També és present a Fiji, Tonga, Tailàndia i la Mar d'Andaman.